# Halkosaari (ö i Birkaland, Tammerfors, lat 61,53, long 24,28)
Halkosaari är en ö i Finland. Den ligger i sjön Längelmävesi och i kommunen Kangasala i den ekonomiska regionen Tammerfors och landskapet Birkaland, i den södra delen av landet, 160 km norr om huvudstaden Helsingfors. Öns area är 0,7 hektar och dess största längd är 120 meter i sydväst-nordöstlig riktning.